# Vangtechnieken (entomologie)

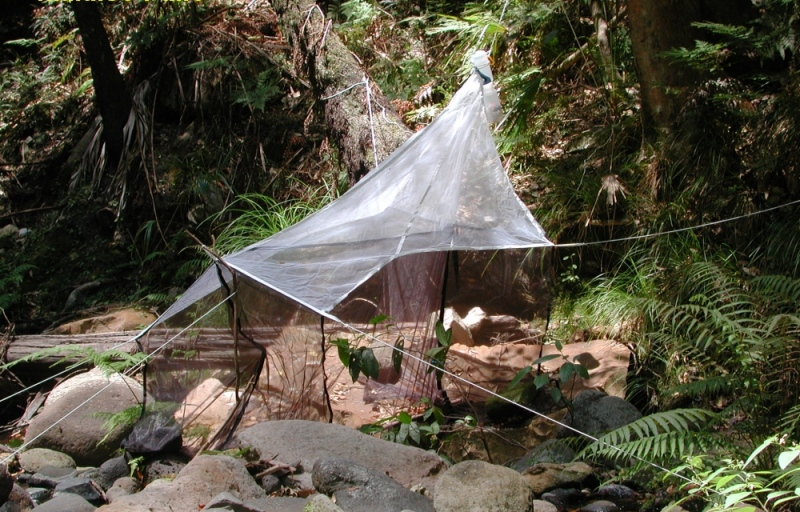
Malaiseval

Entomologen, beroepsmatig of uit liefhebberij, bestuderen insecten en hun gedrag. Meestal is het nodig de dieren eerst te vangen. Hiervoor bestaan een aantal vangtechnieken en -methoden.

## Berlesetrechter
Een Berlesetrechter is een instrument om insecten en andere geleedpotigen te verzamelen die in de strooisellaag van bossen of tuinen leven. Een trechtervormige verzamelbak heeft een opening aan de onderkant, afgesloten door een stuk grof gaas. In de trechter wordt een hoeveelheid bodemstrooisel gedaan waarna men de trechter boven een bakje conserveringsvloeistof (bijvoorbeeld alcohol 75%) zet en van bovenaf onder een lamp laat uitdrogen. De aanwezige strooiselorganismen vluchten voor het licht, de warmte en de uitdroging naar onderen tot ze uiteindelijk in de verzamelbak vallen en kunnen worden geoogst.

## Bodemval

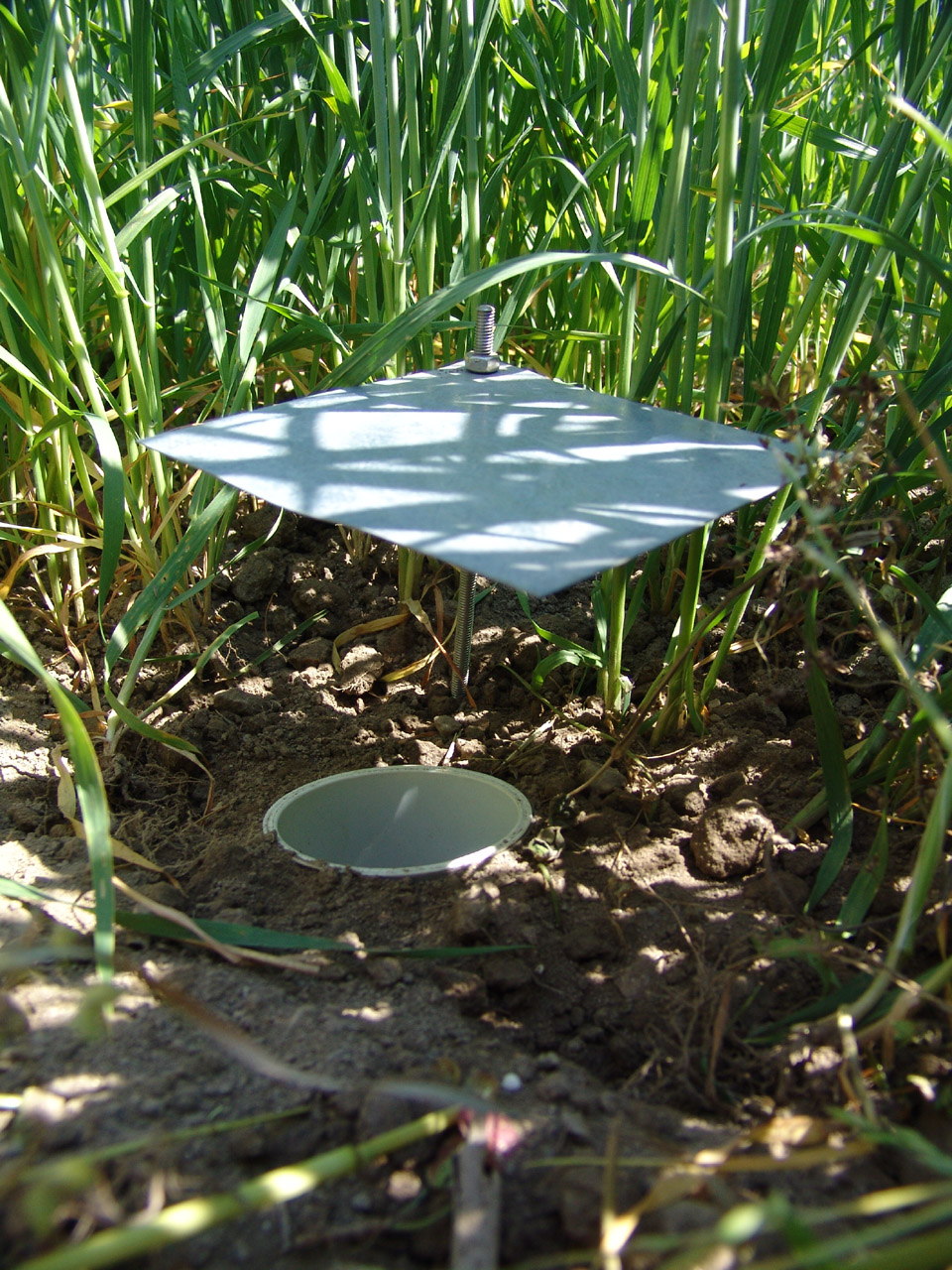
Barber-bodemval

Een bodemval is een ingegraven potje waarvan de rand gelijk ligt met het bodemoppervlak, en waar ingevallen insecten niet meer uit kunnen klimmen. Om ontsnappen door vliegen, beschadiging en onderling opeten te voorkomen wordt er vaak wat vloeistof in gegoten waar de dieren snel in verdrinken, bijvoorbeeld water of alcohol met iets afwasmiddel om de vangst snel te laten zinken. Wie bodemvallen plaatst moet er rekening mee houden dat er ongelukken zouden kunnen gebeuren als andere dieren of kinderen van de inhoud zouden drinken. Een dakje beschermt tegen inregenen maar maakt de val voor mensen veel opvallender en verhoogt dus de kans op verstoring van de val. Om de vangst in goede conditie te houden moet de val frequent worden geleegd, bijvoorbeeld eenmaal per dag. Bodemvallen vangen naast andere geleedpotigen en spinnen ook vooral veel loopkevers. Koffiebekertjes en jampotjes voldoen goed. Vaak wordt gebruikgemaakt van een 'raai', een aantal (bijvoorbeeld 12) volgens een geometrisch patroon ingegraven vallen tegelijk per vanglocatie.
Een kikkerval is een grote versie van een bodemval, die dan vaak uit een ingegraven emmer bestaat.

## Handvangst
De eenvoudigste vangstmethode: gewoon pakken. Veel insecten zijn hiervoor echter te snel en te waakzaam; andere kunnen zich verdedigen met een pijnlijke beet of steek. Het is verstandig om een potje met deksel te gebruiken en het insect van onderen te benaderen - veel insecten laten zich namelijk gewoon vallen bij gevaar. Potje onder het insect, even aanraken en klaar. Insecten die kunnen vliegen benadert men door het potje eroverheen te zetten en het dekseltje er dan onder te schuiven. 

## Kloppen
Kloppen is een techniek om vooral niet-vliegende dieren die zich bij voorkeur in bomen en struiken ophouden te vangen. Men houdt een omgekeerde lichtgekleurde paraplu onder de struik en klopt met een stevige stok tegen de takken. Er kan ook van tevoren een laken op de grond worden gelegd onder de struik.

## Lichtval

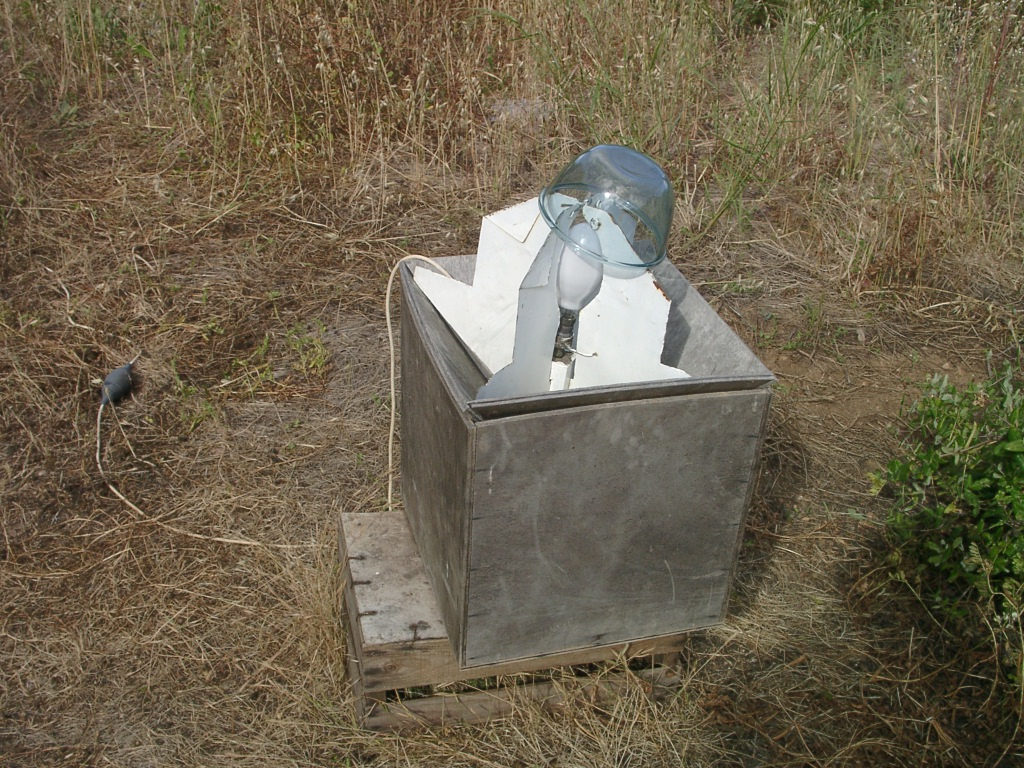
Lichtval

Een lichtval is een val om dieren te vangen die worden aangelokt door licht. Veel insecten kan men vangen door 's nachts gewoon licht of UV-licht op een laken te laten schijnen en de daarop landende insecten bijvoorbeeld met een vangnet te vangen. 
Een vergelijkbare manier is om met een lamp een val te maken. De insecten komen via een trechter terecht in een ruimte waarin ze opgesloten raken. Doordat het licht is in deze ruimte zullen de insecten een rustplaats zoeken (bijvoorbeeld tussen eierdozen). Ze kunnen dan de volgende dag bekeken worden. Ook gifstoffen kunnen worden gebruikt om de vlinders te immobiliseren.
Onderzoek suggereert dat deze lichtvallen vooral een lokale aantrekking hebben. Vlinders worden tot een afstand van ongeveer 10 meter naar een val gelokt met 15 W lampen.

## Lokstoffen

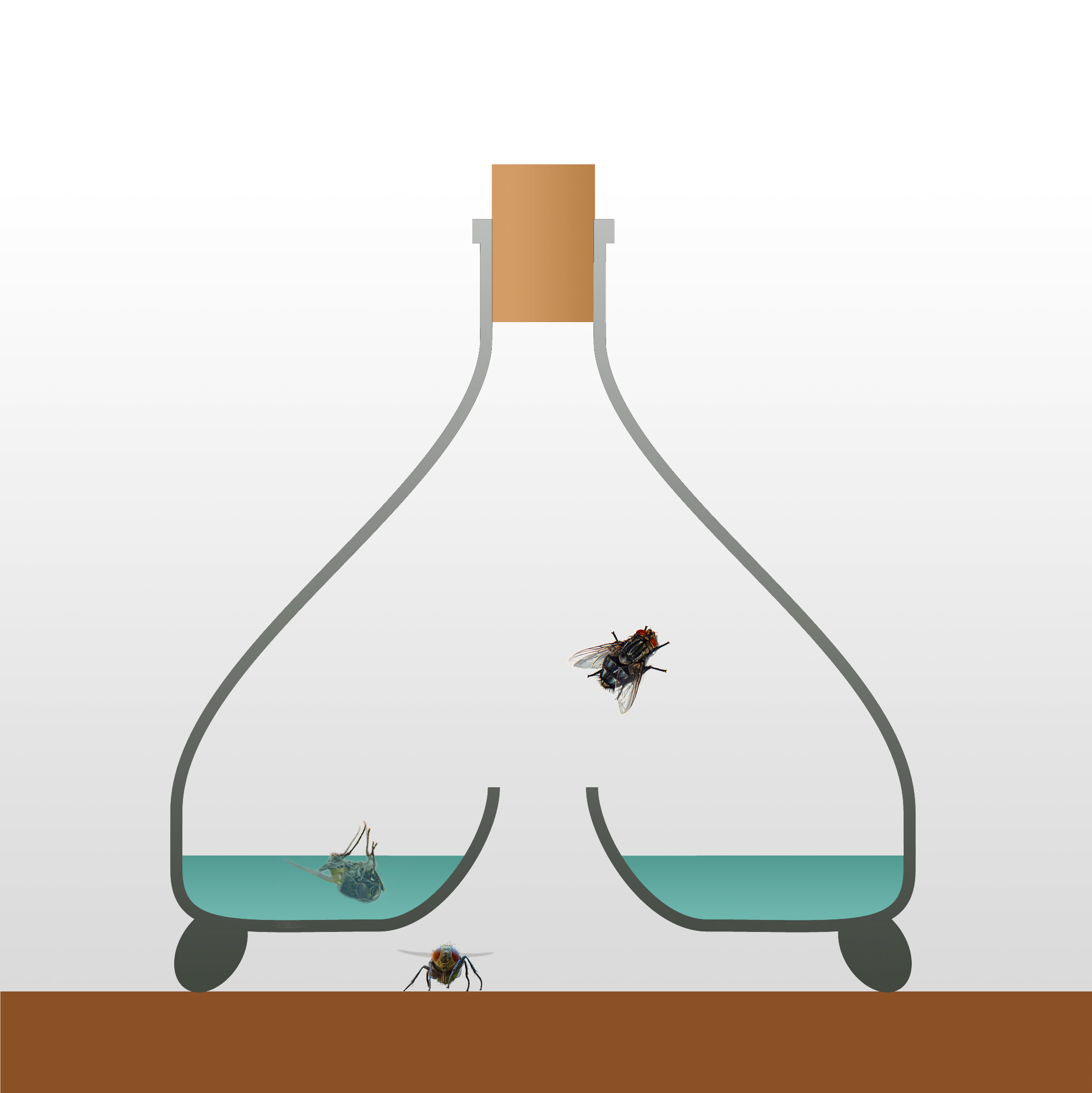
Wespenval

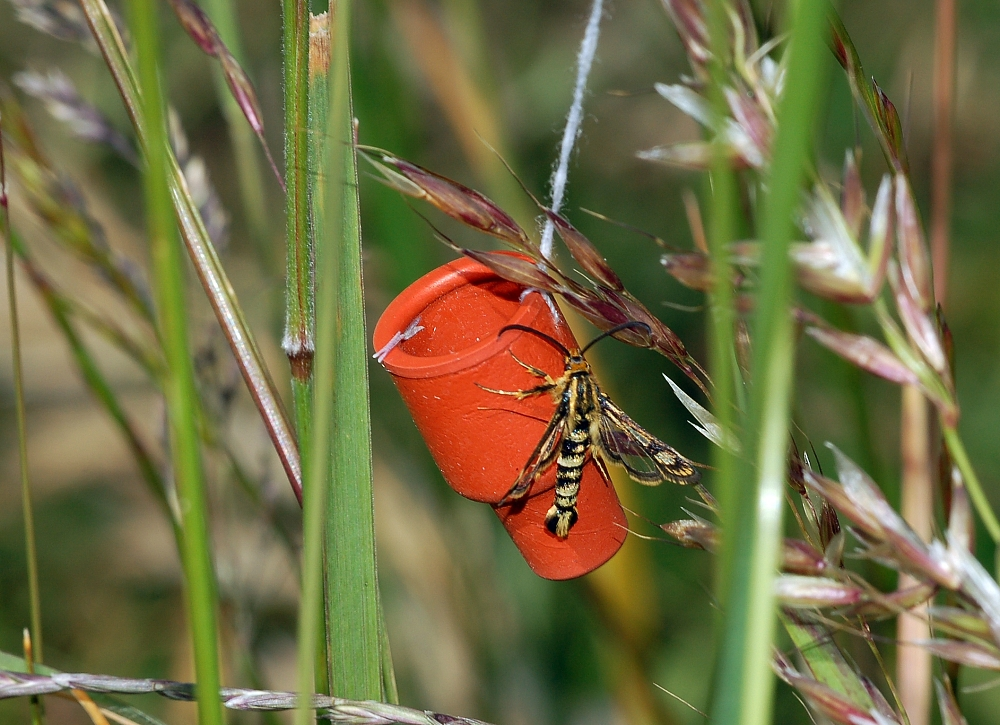
Een schijn-wolfsmelkwespvlinder gevangen met een feromonenval.

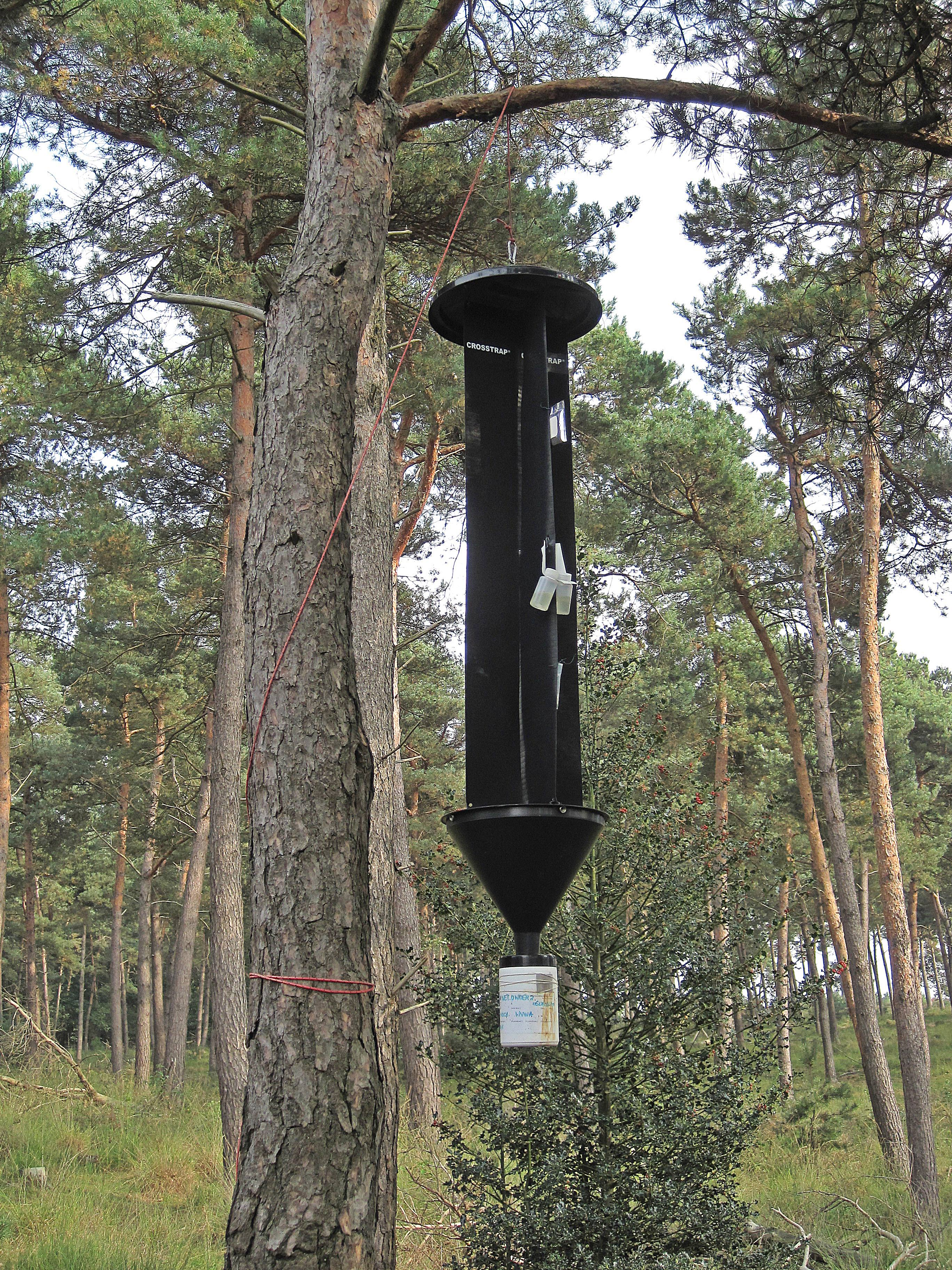
Grote feromonenval, Mookerheide

Ook lokstoffen worden ingezet om insecten te vangen, zowel voor onderzoek als ter bestrijding.

### Stroop
Sommige nectaretende insecten kunnen worden gelokt door het smeren van stroop ("smeer"), meestal gemaakt van een combinatie van fruit(-stroop) en alcohol. Deze methode wordt met name toegepast om bepaalde nachtvlinders te vangen. Soms is het gebruik van overrijp of rottend fruit voldoende.

### Wespenval
Een soortgelijke manier om insecten te vangen wordt toegepast in een "wespenval" om wespen weg te vangen. Deze wespenval heeft een zoete vloeistof als lokstof, en de bedoeling is dat de insecten (wespen) er in verdrinken.

### Feromonenval
Een doeltreffende manier om de aanwezigheid van bepaalde soorten insecten door vangst aan te tonen is het gebruik van feromoon als lokstof.

## Malaiseval
Deze val lijkt geïnspireerd door de ervaring van kampeerders dat zich in de top van de tent een gevarieerde en uitgebreide vliegende fauna verzamelt als de tentdeur enige tijd open blijft staan. Hij bestaat uit een aantal schotten van doek, van onderen open, met aan de top een sluisje dat naar een verzamelpotje leidt. Insecten die naar binnen vliegen zoeken de uitgang bovenin en belanden in de fuik.

## Nevelen
In de tropische jungle veel gebruikt om complete woudreuzen te bemonsteren. Onder de boom worden een groot aantal vangtrechters geplaatst zodat liefst de hele bodem onder de boom is afgedekt. Dan worden met grote blazers insecticiden door de hele boom verneveld. Het meeste wat uit de boom valt komt in de vangtrechters.

## Sleepnet
Als een vangnet of vlindernet, maar van veel steviger constructie. Een goede manier is een badmintonracketframe te gebruiken. Aan een ring van sterk metaaldraad wordt een zak van stevige stof bevestigd, lang genoeg om dubbel te kunnen slaan door het handvat een slag te draaien zodat de vangst er niet meer uit kan vliegen. Hiermee wordt door struiken en bermvegetatie gesleept.

## Vangnet envlindernet
Netten met wijde opening en van zeer lichte stof of gaas waarmee tere vliegende insecten uit de lucht kunnen worden geschept zonder beschadigd te raken.

## Zuigexhauster
Dit instrument, in Brits Engels kortweg 'pooter' (poeter) genaamd, is in essentie een doorzichtige plastic slang waarmee de insecten met de mond worden opgezogen. Om te voorkomen dat er dieren worden geïnhaleerd is er een potje of wijder stuk buis in de slang opgenomen waar het dier wordt gedeponeerd, en de zuigslang die vanuit dit reservoir naar de mond leidt is in het potje met een fijn gaasje afgedekt om inhalatie te voorkomen. Het is dus wel van belang aan het goede eind van de slang te zuigen! Wie ook de inademing van geuren of dampen wil vermijden kan een type pooter met blaasactie kopen; hierbij blaast men door een instrument met een straalpijpje waardoor in de fles een onderdruk wordt getrokken, als bij een waterstraalpomp. Door de andere slang bij het insect te houden wordt dit weer naar binnen gezogen, nu zonder enig risico. De zuigkracht is bij dit type wel minder. De vangst geregeld overbrengen naar bewaarpotjes anders loopt men het risico dat de bewoners van het reservoir elkaar te lijf gaan of anderszins beschadigen. Als men het potje wil legen kan men iets etherdamp opzuigen om de vangst te verdoven voor men de dop losmaakt om ontsnappen te voorkomen. Zuigexhausters zijn bij de vakhandel te koop.

## Na de vangst
Na het vangen (voor onderzoeksstatistieken worden soms exacte vangstplaats en -omstandigheden genoteerd) kunnen de dieren levend worden onderzocht of in een collectie worden opgenomen.
Zie hiervoor insecten prepareren.